# 貝雷希 (利維夫區)
49°41′21″N 23°57′22″E / 49.68917°N 23.95611°E
貝雷希（羅馬化：Berehy）是烏克蘭西部的村莊，隸屬利維夫州的利維夫區。該村始建於1427年，面積1.49平方公里，海拔高度316米，2001年人口47，人口密度每平方公里31.54人。